# Stotra

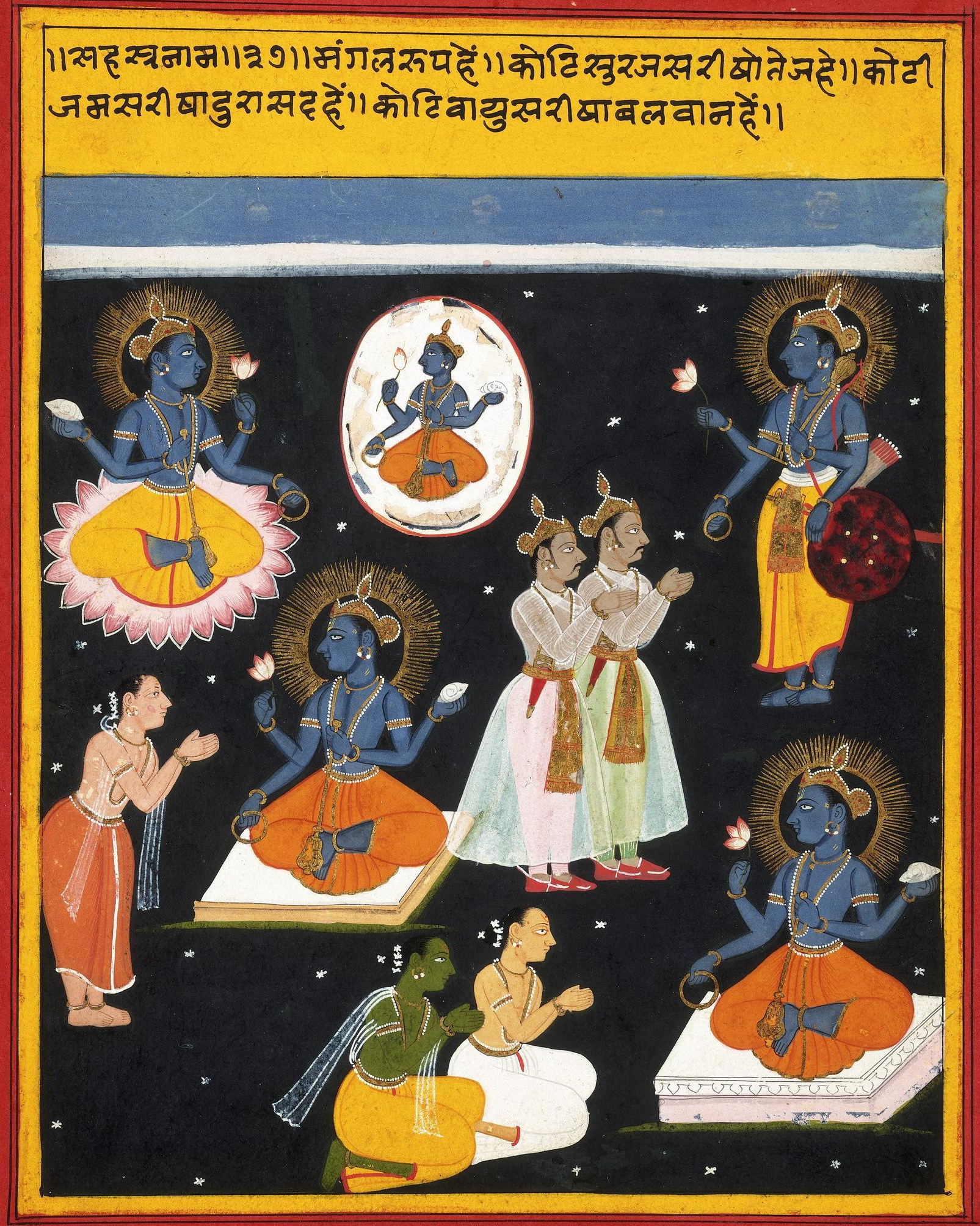
Illustration aus einem Vishnusahasranama-Manuskript von 1690

Stotras (auch Stavas oder Stutis) sind religiöse Texte des Hinduismus, die gesungen oder rezitiert werden. Es handelt sich bei diesen Texten um Sanskrit-Hymnen. In den Stotras wird oft ein vereinfachtes Sanskrit verwendet. Stotras enthalten Reime, Alliterationen, Metren und Refrains. Die Texte stellen im Allgemeinen Hymnen dar, die eine bestimmte Gottheit verehren und preisen, es gibt jedoch auch andere Stotras, die z. B. Heilige oder Lehrer wie Shankara preisen. Bekannte Stotras sind die Lieder des Gitagovinda.
Nama-Stotras stellen Listen von Namen, Eigenschaften, Attributen und Beschreibungen einer bestimmten Gottheit dar. Diese werden oft in Tempeln rezitiert. Nama-Stotras sind beispielsweise im Brahmanda-Purana enthalten.

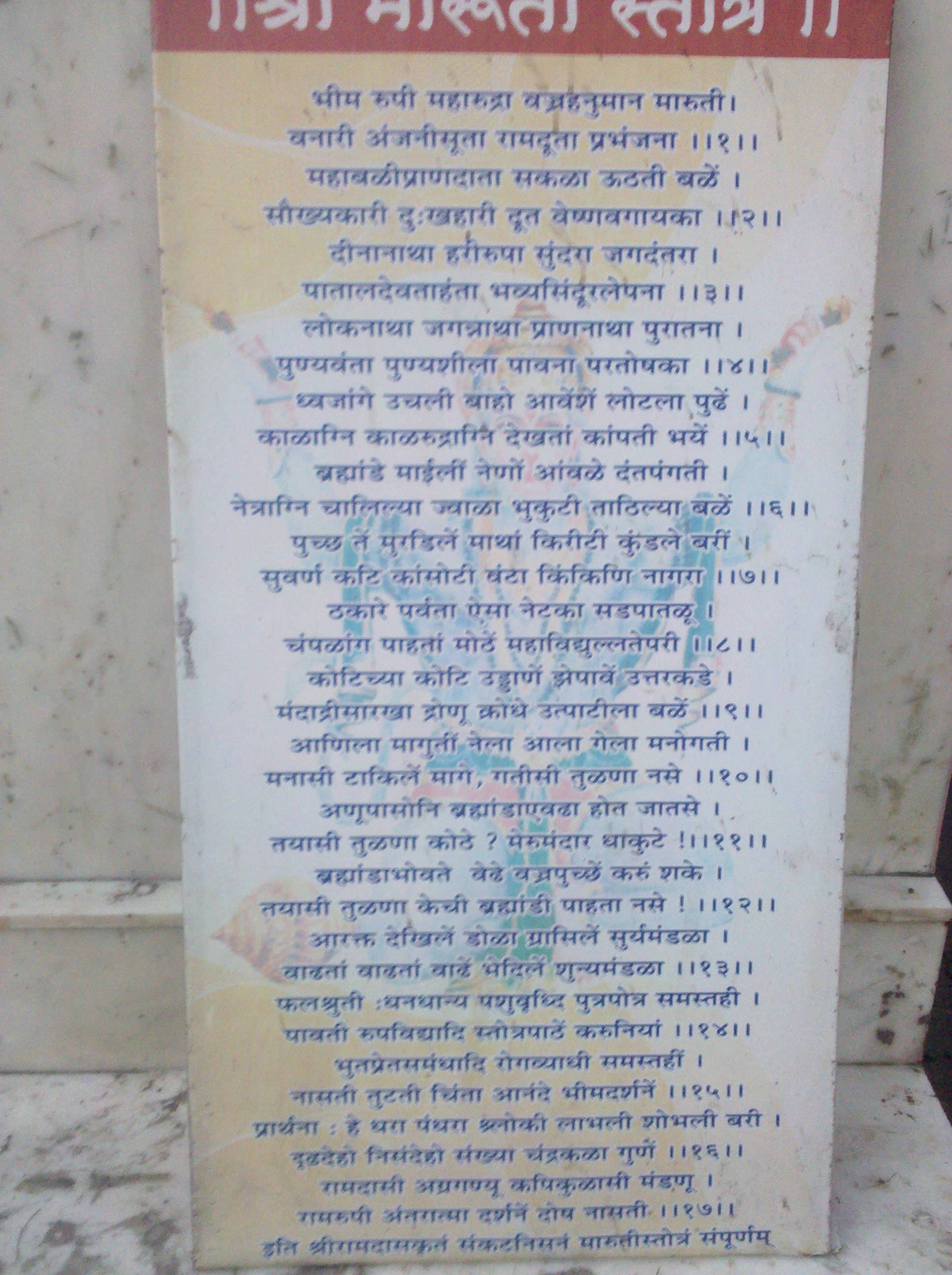
Shri Maruti (Hanuman)-Stotra

In der indischen Literatur liegen sehr viele unterschiedliche Typen von Stotras vor, einige stellen formelhafte Gebete dar, während andere ausgearbeitete, komplexe Dichtungen sind. Im Allgemeinen handelt es sich jedoch um devotionale Poesie, die größtenteils direkt eine Gottheit anspricht. Viele Stotras werden berühmten Persönlichkeiten wie Shankara, Vedanta Deshika oder Abhinavagupta zugeschrieben, häufig sind die Verfasser aber auch anonym.
Ein großer Teil der Stotras ist an die Hauptgottheiten Shiva, Vishnu oder die Göttin (Mahadevi, Lakshmi, Durga usw.) gerichtet oder an andere wichtige Gottheiten wie Surya, Ganesha und die Planeten. Nahezu jede hinduistische Gottheit hat eigene Stotras. Abgesehen von Stotras an diese Götter gibt es auch Stotras die Ereignisse wie Shivas Tandava besingen oder Pilgerorte (zum Beispiel den Ganges) und spirituelle Lehrer. Neben diesen konkreten Stotras gibt es auch solche, die abstrakte, philosophische Ideen und Realitäten beschreiben.
Die Stotras werden nicht nur nach den jeweiligen Gottheiten unterschieden, sondern sie können auch nach verschiedenen Zwecken unterschieden werden: Es gibt zum Beispiel eigene Stotras für Pujas, Stotras die das rituelle Wecken der Gottheit am Morgen begleiten oder Stotras die zur Vergebung von Sünden dienen. Im Allgemeinen dienen Stotras an Gottheiten auch weltlichen Zwecken wie Anrufung um Schutz, Gesundheit und Reichtum. Am Ende eines Stotras gibt es zumeist Verse, die Phalashrutis genannt werden. Diese geben Aufschluss über die Funktion des jeweiligen Stotras und die Art, wie es zu rezitieren ist. Die Phalashrutis beschreiben, welchen Nutzen das Stotra hat und es können auch Beschreibungen vorliegen, wie oft ein Stotra zu rezitieren ist. Dies deutet darauf hin, dass Stotras ähnliche Funktionen wie Mantras haben.
Stotras, die auf Sanskrit sowohl öffentlich als auch privat rezitiert werden, sind eine der wichtigsten Formen der Verwendung von Sanskrit-Texten in der hinduistischen Religion.

## Verwandtschaft mit vedischen Hymnen
Vedische Hymnen und die späteren Stotras scheinen eine nähere Verwandtschaft aufzuweisen. Im Samaveda kommen Hymnen vor, die auch Stotras genannt werden, und diese Hymnen werden gleich den späteren Stotras gesungen. Beiden gemeinsam ist die Lobpreisung, die Anrufung der Macht einer einzelnen Gottheit und der Gebrauch von Vokativen, Segnungen und Huldigungen. In beiden erscheinen außerdem Anklänge und Bezüge auf Erzählungen über die Götter und deren Heldentaten, und die Texte enthalten manchmal Erklärungen über ihren Nutzen, zum Beispiel Reichtum oder Sieg.
Trotz dieser Gemeinsamkeiten gibt es auch große Unterschiede zwischen vedischen Hymnen und den späteren Stotras. Zunächst unterscheiden sich die Gottheiten der vedischen Hymnen von denen der Stotras und die Theologie und Liturgie, auf die Bezug genommen wird, unterscheiden sich ebenso. Beispielsweise werden nicht-vedische Stotras benutzt, um Murtis (Tempel-Statuen) zu visualisieren, und sie sind mit den nachvedischen Kavyas (Sanskrit-Dichtung) verwandt. Zudem ist die Theologie der Stotras als devotional zu betrachten, während die vedischen Hymnen von der Mimamsa-Schule dahingehend gedeutet werden, dass sie dem Zuhörer bestimmte Handlungen empfehlen und ihn abschrecken, andere zu begehen. Vedische Hymnen werden hier als Atharvada angesehen, als eine Stellungnahme, die im Gegensatz zu einer devotionalen Interpretation steht.
Da vedische Hymnen und Stotras sehr unterschiedlich sind, werden sie nicht als eine Literaturform angesehen, jedoch weisen sie eine Verwandtschaft auf und gelten beide als Gebet und Lobpreisung.

## Stotras im Ramayana und Mahabharata
Im Ramayana und im Mahabharata liegen eine Anzahl von Stotras vor, obwohl diese wahrscheinlich zu den jüngeren Schichten der Epen gehören. Einige Stotras beziehen sich sogar auf die ganze Erzählung der jeweiligen Schrift.
Im Ramayana liegt ein weit bekanntes Stotra vor, das Adityahrdaya. Die Geschichte um dieses Stotra ist folgende: Rama fürchtet sich während der Schlacht mit dem Dämon Ravana, woraufhin der Heilige Agastya ihn darin unterrichtet, ein Stotra für den Sonnengott Aditya zu rezitieren. Nachdem Rama dieses mit Blick auf die Sonne rezitiert hat, erholt er sich und besiegt Ravana in der Schlacht.
Im Mahabharata liegen auch weit verbreitete Stotras vor, z. B. Durgastava, das in sieben Versionen verbreitet ist, und Durgastotra, beide an die Göttin Durga gerichtet, und das Vishnusahasranama, ein berühmtes Namastotra an Vishnu.
Die Hymnen des Mahabharata, die an Durga gerichtet sind, sind wahrscheinlich älter als das Devi Mahatmya (6. Jahrhundert) und können deshalb Aufschlüsse darüber geben, wie die frühe Verehrung der Göttin ausgesehen hat.
Ein weiteres bekanntes Stotra des Mahabharata ist das des Bhishma, der Krishna auf seinem Sterbebett anruft.

## Stotras in Kavyas
Ebenso wie Stotras in anderen Schriften vorkommen, erscheinen sie auch in den Mahakavyas (Hofepen, Kunstepen oder 'große Dichtung'). Im Haravijaya des Dichters Ratnakara gibt es z. B. zwei Stotras, an Shiva und an die Göttin Candi. Im Kiratarjuniya des Dichters Bharavi, das an eine Episode des Mahabharata angelehnt ist, erscheint Shiva in einer Kampfszene dem Arjuna, und dieser rezitiert daraufhin ein Stotra an den Gott.
Frühe Beispiele von Stotras, die in Mahakavyas eingebettet sind, liegen bei Kalidasa vor. Ein Stotra im Kumarasambhava handelt davon, wie die Götter unter Indras Führung Brahma um Hilfe bitten, um dem Dämon Taraka zu entkommen. In einem anderen Mahakavya Kalidasas, dem Raghuvamsa gibt es eine ähnliche Szene, in der der Adressat des Stotras nun Vishnu ist.
Die Poesie der Stotras ist einfacher gestaltet als die übrige Poesie dieser Kavyas. In späteren Kavyas hingegen wie dem Haravijaya gleicht die dichterische Qualität der Stotras dem übrigen Text.
Poesie von sehr hoher Qualität findet man nicht in den Stotras, die in Kavyas enthalten sind, sondern diese liegen als einzelne Werke vor, die teilweise auch Stotrakavyas genannt werden. Die Anzahl an Stotras, die als qualitativ hochwertige Poesie angesehen werden, ist deshalb begrenzt.
Im 7. Jahrhundert entstanden wichtige Werke dieser Stotrakavyas. Am Hofe des Königs Harsha dichtete Bana das Candishataka, ein Werk, das an die Göttin Candi gerichtet ist, die in vielen Formen wie Durga, Devi, Kali und Parvati erscheint. Besungen wird besonders der linke Fuß der Göttin, mit dem sie den Büffeldämon Mahishasura (Mahisha) niedertritt, ein Symbol für den Sieg. Das Candishataka stellt u. a. deshalb ein wichtiges Werk der frühen Stotra-Literatur dar, da die Göttin durchgehend als wohlwollend angesehen und gepriesen wird, um Segen zu erlangen.
Das Suryashataka des Mayura ist an den Sonnengott Surya gerichtet. Mayura war vermutlich ein Zeitgenosse Banas, und um vieles berühmter als dieser. Das Suryashataka ähnelt dem Candishataka: zunächst erscheint die Gottheit als ausschließlich wohlwollend und segensreich, außerdem zeigen beide Werke Bezüge zu den Veden, den Puranas und den Epen und benutzen eine Vielzahl von poetischen Figuren. Die Legende um das Suryashataka besagt, dass der Dichter Mayura durch diese Hymne von Lepra geheilt wurde, und so ist es Tradition, Stotras an Surya zum Zweck der Heilung und zur Vergebung der Sünden zu rezitieren. Diese Intention wird im Suryashataka selbst erwähnt, in der sechsten Strophe wird angesprochen, dass Surya von Sünden befreit und heilt.
Abgesehen von Hymnen an die Sonne gibt es noch andere Stotras, denen Heilkraft zugesprochen wird. Das Narayaniya des Brahmanen Narayana Bhatta, das gegen Ende des 16. Jahrhunderts verfasst wurde, fasst das Bhagavatapurana in etwa tausend Versen zusammen und am Ende jeder Einheit wird ein Gebet rezitiert, um Leid zu beenden. Das Narayaniya ist in Bhattas Heimat Kerala sehr verbreitet, und der Legende nach wurde Narayana Bhatta selbst von einer Krankheit geheilt, indem er dieses Stotra rezitierte.
Stotras, die neben den religiösen Intentionen auch qualitativ hochwertige Dichtung enthalten, sind zwar nur in begrenzter Anzahl vorhanden, jedoch hatten diese einen großen Einfluss auf die allgemeine Einschätzung und Interpretation von Stotras, auch deshalb, weil sie sehr weit verbreitet sind und die Kommentarliteratur zu diesen Stotras sehr umfangreich ist. Darüber hinaus werden sie auch als beispielhaft für poetisch wertvolle Hymnen angesehen.
Beispiele für solche literarisch hochwertigen Stotras wären das Mukundamala des Kulashekara, das an Mukunda (Vishnu) gerichtet ist oder das Mahimnastava, das einem Gandharva zugeschrieben wird. Das Mahimnastava wird auch Shivanahimnastava oder Shivanahimnastotra genannt und wird in vielen Sanskrit-Schriften als vorbildlich erwähnt. Aus diesem Grunde ist es auch Vorbild anderer Stotras wie z. B. dem Vishnunahimnastava.

## Stotras in den Puranas und Tantras
Die Puranas und Tantras enthalten gleichfalls eine größere Anzahl an Stotras, obwohl einige Stotras, die den Puranas und Tantras zugeordnet werden, in deren Auflagen meistens nicht enthalten sind. Die Stotras der Puranas und Tantra werden auch als einzelne Texte herausgegeben.
In den Puranas und Tantras gibt es viele Namastotras sowie Stotras, die zum Schutz dienen (Kavaca, Raksha). Einige Stotras sind in diesen Werken in die Erzählung eingebettet, während andere als Teil der Verehrungspraktiken angesehen werden. Die Stotras der Puranas und Tantras sind im Gegensatz zu Stotras anderer Herkunft in Bezug auf die Poesie von minderer Qualität.
Im Devi Mahatmya des Markandeyapurana liegen besonders populäre Stotras an die Göttin (Durga) vor. Inhaltlich erzählen zwei dieser Stotras, wie die Götter Durga preisen, nachdem sie den Dämon Mahisha bzw. den Dämon Shumbha getötet hat. Durga beantwortet diese Lobpreisungen mit einem Versprechen, dass diejenigen, die diese Hymne singen, von allem Unglück befreit werden.

## Namastotras
Im Namastotra werden der göttliche Name und die göttlichen Attribute (Epitheta) zum Schutz und zur Befreiung oder Erlösung angerufen. Diese Namen haben im Hinduismus schon immer eine große Rolle gespielt und der Hinduismus ist die einzige Religion, in der sich solche Hymnen entwickelt haben.
Eines der ersten Namastotras, das als Prototyp gilt, entstammt dem Yajurveda. Dieses Stotra wird Shatarudriya, Shrirudram oder Rudram genannt und richtet sich an Rudra-Shiva. In diesem Stotra werden hundert Namen und Attribute Rudras aufgezählt. Es wird vor allem in südindischen Shiva-Tempeln rezitiert und begleitet das rituelle Bad der Gottheit.
Nama-Stotras zählen immer eine glückverheißende Anzahl an Namen auf, 8, 12, 100, 1000. Das bekannte Vishnusahasranamastotra aus dem Mahabharata beispielsweise zählt tausend Namen und Attribute Vishnus auf. Auch für Shiva, Ganesha und Göttinnen liegen solche tausendnamigen Stotras vor, die Sahasranamas genannt werden und weit verbreitet sind. Shankara wird ein Kommentar zum Vishnusahasranama zugeschrieben, der in Indien sehr populär ist.
Wie andere Sahasranamas ist auch das Lalitasahasranama, das dem Brahmandapurana entnommen ist, in Indien sehr weit verbreitet. Es ruft die Göttin Lalita oder Tripura Sundari an, die u. a. von der Shrividya-Schule verehrt wird. Es besteht bei diesem Namastotra eine Verwandtschaft zum Mantra, da das Shrividya-Mantra als Kurzfassung gilt, während das Stotra als Langfassung dieses Mantras angesehen wird.

## Stotras zur Anrufung um Schutz
Stotras, die der Anrufung um Schutz dienen, sind sehr verbreitet, man findet sie beispielsweise in den Puranas und Tantras. Trotz ihrer Verbreitung sind sie wenig wissenschaftlich untersucht. Solche Stotras tragen verschiedene Titel, die auf Schutz hindeuten, wie Kavaca (Rüstung) und Raksha (Schutz). Sotras, die dem Schutz dienen, sind im Tantra eng verwoben mit Praktiken wie Mantra, Yantra und Nyasa, der Belegung des physischen Körpers mit Mantren. Auch Amulette werden manchmal mit diesen Stotras verbunden.
Ein populäres Stotra, das beispielhaft ist für Schutz-Stotras, ist das Ramarakshastotra. Es ist eines der populärsten Stotras in Maharashtra. Das Ramarakshastotra liegt in mehreren Versionen vor, doch gemeinsam ist diesen, dass Rama angerufen wird, die Gliedmaßen und Körperteile desjenigen, der das Stotra rezitiert, zu beschützen. Zu diesem Zweck werden in den Versen nacheinander alle Körperteile benannt, die geschützt werden sollen. Die Namen und Attribute Ramas, die um Schutz angerufen werden, entsprechen der Geschichte Ramas im Ramayana.

## Vedantastotras
Vedantastotras beziehen sich auf die Philosophie und Theologie des Vedanta und bestehen aus spekulativen und reflektierenden Versen. Vedantastotras werden berühmten Lehrern wie Shankara zugeschrieben, der als Autor von ca. 100 Hymnen gilt, obwohl viele dieser Hymnen von seinen Nachfolgern (Shankarchayas) geschrieben worden sein sollen, und viele Hymnen nur aufgrund von Prestige und Autorität ihm zugeschrieben werden. Inhaltlich beziehen sich die Shankara zugeschriebenen Hymnen auf verschiedene hinduistische Strömungen: grundlegende Philosophie, Devotionalismus und shivaitisches oder shaktistisches Tantra. Der Devotionalismus und Anthropomorphismus einiger Hymnen, die der Vedantaphilosophie zu widersprechen scheinen, werden darauf zurückgeführt, dass Shankara von einer höheren und einer niederen Wahrheit ausging. Diese Hymnen werden derart interpretiert, dass devotionale Verehrung (Bhakti) und philosophischer Nicht-Dualismus nicht unvereinbar sind.
Einige tantrische Hymnen werden der Tradition nach tatsächlich Shankara zugeschrieben: das Saundaryalahari ist ein Stotra, das der tantrischen Shri-Vidya-Schule zugeordnet wird. Es preist die Göttin im Sinne des Shaktismus und ist eines der am meisten verbreiteten Stotras in ganz Indien.
Wissenschaftlich gesehen ist es möglich, dass nur das Dakshinamurtistotra von Shankara selbst verfasst wurde. In diesem Stotra erscheint Shiva in Form eines Guru, und auch hier gibt es einige tantrische Anklänge. Andere Stotras, die von Shankara verfasst worden sein sollen, entsprechen mehr der Philosophie des Vedanta, so handelt das Mohamudgara von dem Wissen, das notwendig ist, um befreit zu werden und auch von den grundlegenden Lehren des Advaita Vedanta. Anstatt an eine Gottheit gerichtet zu sein, wendet es sich an eine Zuhörerschaft, der dieses Wissen nahegebracht werden soll.

## Theologie in den Stotras
Obwohl die meisten Stotras keinem Autor zugeordnet werden können, so haben doch viele berühmte Hindus neben ihren anderen Werken Stotras verfasst, unter ihnen Ramanuja, Utpaladeva, Abhinavagupta und Rupa Gosvamin.
Der kaschmirische Shivaismus hat viele Stotras hervorgebracht, die von shivaitischen Theologen geschrieben wurden. Das Shivastotravali geht auf den Philosophen und Theologen Utpaladeva zurück, der eine Sammlung von devotionalen Hymnen verfasst hat. Diese drücken die nicht-dualistische Theologie des kaschmirischen Shivaismus aus und stellen deshalb zuweilen einen persönlichen Bezug zu Shiva her, als Ausdruck der Hingabe. Der shivaitische Philosoph und Theologe Abhinavagupta verfasste ebenfalls Stotras, die sich auf die komplexe und nicht-dualistische Philosophie des frühen Tantrismus beziehen. In den Stotra-Dichtungen des Shivaiten Appayya Dikshita sollen öffentliche Funktionen der Stotras vorliegen, da Dikshita meinte, mit den Stotras pädagogisch auf die Zuhörer einwirken zu können und eine Vielzahl an Themen ansprechen zu können.
Auch vishnuitische Theologen sollen Stotras verfasst haben, beispielsweise Yamuna und Ramanuja. Ebenso schrieben Ramanujas Schüler Stotras, die sich auf drei Strömungen der indischen Literatur beziehen, die Veden, den tamilischen Veda und die Pancaratra Agamas. Die von Ramanujas Schülern verfassten Stotras stellen in der Literatur der Shrivaishnavas die frühesten Schriften zu einer in Bezug auf Vishnuismus einzigartigen, vereinten und allumfassenden Theologie dar. Diese Hymnen werden bis heute in den Vishnu-Tempeln rituell rezitiert und beziehen sich alle auf bestimmte Formen von Vishnu, die ikonisch sind.
Ein anderer Stotra-Dichter, der den Shrivaishnavas angehörte, war Vedanta Deshika. In seinen Stotras verbindet er unterschiedliche Elemente wie Sanskrit und Tamilisch, Emotionen und Reflexionen. Seine Stotras gelten ebenfalls ikonischen Formen Vishnus und sprechen den Bezug des Gläubigen zu diesen Formen Vishnus an, der als persönlich und intim erscheint.
Die Schüler des Vishnuiten Caitanya haben gleichfalls Stotras verfasst, zum Beispiel Rupa Gosvamin und Raghunatha Dasa. Diese Stotras drücken die Tradition der Gaudiya Vaishnavas aus, in der der Gläubige eine Rolle im göttlichen Spiel Krishnas und Radhas annimmt.

## Stotras für die Verehrung
Obwohl Stotras generell Verehrung ausdrücken und rituell verwendet werden, wurden doch einige Stotras extra erschaffen um die Verehrung liturgisch zu begleiten. So gibt es Suprabhatastotras, die als Morgenhymne Tempelgottheiten wecken, oder es gibt eine Hymne Rupa Gosvamins, die den Gaudiya Vaishnavas dazu dient, den Tagesablauf im Tempel zu unterteilen, da in diesen Hymnen Krishnas Spiel in 8 Abschnitte geteilt ist, nach denen dann der Tagesablauf des in der Statue verkörperten Gottes von Priestern gestaltet wird.
Darüber hinausgehend gibt es Stotras, die nur zur Visualisierung und geistigen Verehrung benutzt werden, und einige von ihnen stellen Meditationsanleitungen dar.

## Verwandtschaft zu volkssprachlicher Poesie
Religiöse Poesie in Volkssprachen wie Tamil und Kashmiri zeigt eine gewisse Verwandtschaft zu den Stotras, insbesondere, da Dichter Sanskrit-Stotras als Inspiration angesehen haben. Volkssprachliche Poesie benutzt, wie auch die Sanskrit-Stotras, Lobpreisung, Vokative und Epitheta, und es werden auch wie in den Stotras zum Beispiel Ikonografien oder die Mächte der Gottheiten beschrieben. Patikams, tamilische Hymnen, werden außerdem, gleich frühen Stotras, rituell verwendet und gleichen diesen in Thematik und in formaler Hinsicht, weshalb tamilische Hymnen ab und zu auch „dravidische Stotras“ genannt werden. Wie Stotras werden sie auch gesungen oder rezitiert.
Eine kaschmirische Dichterin, deren Werk von shivaitischer Sasnkrit-Dichtung beeinflusst wurde, ist Lal Dev (auch Lalla oder Lalleshvari).
Umgekehrt beeinflusste beispielsweise tamilische Literatur auch die Sanskrit-Stotras, da diese beiden Sprachen über Jahrhunderte gemeinsam benutzt wurden. Das Bhagavatapurana ist ein Beispiel für Sanskrit-Literatur, die von tamilischen Hymnen stark geprägt wurde.
In der Sanskrit-Literatur sind Stotras am meisten mit der volkssprachlichen devotionalen Poesie verwandt.

## Buddhistische und jainistische Stotras
Auch im Buddhismus und Jainismus liegen weit bekannte Stotras vor. Ein frühes Beispiel ist ein Stotra aus dem 2. bis 3. Jahrhundert des Dichters Matrceta, der Hymnen an den Buddha schrieb. Diese Hymnen gelangten über die Seidenstraße bis nach Zentralasien, wo Textfragmente in großer Anzahl erhalten blieben, gleichfalls gab es Übersetzungen ins Chinesische. Matrcetas Hymnen wurden in Klöstern rezitiert, ihr Sinn lag darin, die Tugenden des Buddha und Gesundheit und Langlebigkeit zu erreichen.
Im Jainismus wurden schon sehr früh Stotras rezitiert. Die Rezitation der „Hymne an die 24 Jinas“ (Caturvimshatistava) gehört zu den sechs täglichen Pflichten im Jainismus.
Die Stotras des Buddhismus und Jainismus sind den hinduistischen Stotras sehr ähnlich, sie beziehen sich jedoch nicht auf Gottheiten, sondern sind an spirituelle Lehrer gerichtet. Ähnliche Hymnen an Gurus und Acharyas, die sehr populär sind, finden sich aber auch im Hinduismus.